# Seventeen (groupe sud-coréen)
Pour les articles homonymes, voir Seventeen.
Seventeen (coréen: 세븐틴, souvent stylisé SEVENTEEN) est un boys band sud-coréen formé par Pledis Entertainment (appartenant à Hybe Corporation). Le groupe est composé de treize membres : S.Coups (leader du groupe complet), Jeonghan, Joshua, Jun, Hoshi , Wonwoo, Woozi, DK, Mingyu, The8, Seungkwan, Vernon et Dino. Le groupe est aussi séparé en trois unités différentes pour mettre en valeur leurs domaines de spécialisation: l'unité hip-hop composée de S-Coups (leader), Wonwoo, Mingyu et Vernon, l'unité vocale composée de Woozi (leader), DK, Seungkwan, Joshua et Jeonghan et l'unité de performance composée d'Hoshi (leader), Dino, The8 et Jun
Seventeen est considéré comme un groupe «self-producing» c'est-à-dire que les membres sont activement impliqués dans l'écriture de leurs chansons, leurs chorégraphie et d'autres aspects.
À l'origine, 17 apprentis (trainees) s’entraînaient dans le but de faire partie du groupe. Quatre n'ont cependant pas été jusqu'à sa création. À la suite de cela, le nom du groupe est expliqué selon le calcul suivant : 13 membres + 3 unités + 1 groupe = Seventeen (17).

## Histoire

### Pré-débuts

#### Seventeen TV
En 2013, Pledis Entertainment commence la diffusion régulière du programme nommé 17 TV sur la plateforme streaming en ligne UStream. Au cours de diverses émissions, les fans ont été invités pour voir Seventeen lors de leurs entraînements. L'émission est composé de différentes 'saisons' dans lesquelles les stagiaires ont été dévoilés au public, et finissent par un concert 'Like Seventeen Concerts',.

#### Big Debut Plan
Le 19 avril 2015, Pledis Entertainment met en ligne des teasers pour la première émission de télé-réalité de Seventeen, Seventeen Project: Big Debut Plan sur la chaîne MBC Entertainment. Le premier épisode est diffusé le 2 mai 2015 et l'émission se termina le 26 mai avec leur premier showcase accompagné de Lizzy et Raina d'After School comme MC (présentatrices).

### 2015: Débuts etBoys Be
Seventeen débute le 26 mai 2015 avec un showcase live, accompagné de Lizzy et Raina d'After School en tant que présentatrices. Seventeen est le premier groupe coréen à débuter avec un showcase live d'une heure sur une grande chaîne,.

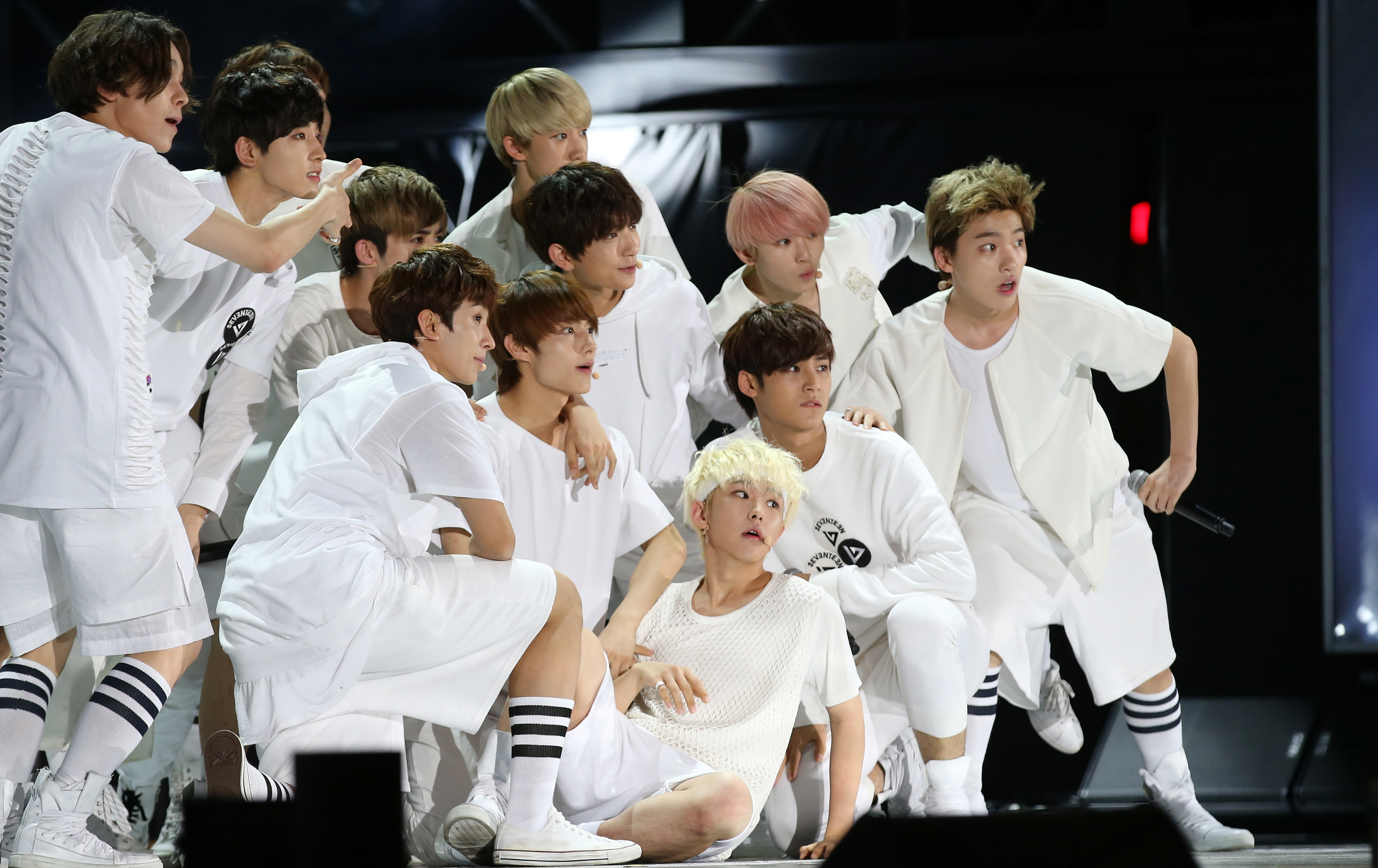
Seventeen, Summer K-POP Festival, 2015

Trois jours après leurs débuts, le mini-album 17 Carat est sorti en version numérique avec le clip vidéo du titre principal, nommé Adore U (아낀다). Il a été révélé que le mini-album a été quasiment composé et produit par les membres eux-mêmes. La version physique de l'album est sorti le 2 juin. Bien que le groupe vienne d'une compagnie relativement petite, l'album s'est positionné à la neuvième place du Billboard World Albums chart une semaine après sa sortie, et plus tard à la huitième place, restant sur le classement pour un total de onze semaines,,,,. L'album débute à la 8e place du Gaon Album Chart allant jusqu'à la 4e place. L'album s'est aussi placé troisième de la catégorie domestic albums.
Le 31 août, Seventeen commence le bal des teasers pour leur second mini-album nommé Boys Be sur leur réseau social officiel, alors que la tracklist et les deux versions différentes de l'album sont révélés le 3 septembre. Leur second mini-album est sorti le 10 septembre 2015 avec le clip vidéo du titre principal "Mansae" (만세). Le nombre de pré-ventes de Boys Be surpasse les 30 000 exemplaires avant sa sortie, l'album débute à la 1re place du World albums chart de Billboard.
Fin octobre, Billboard a dévoilé sa liste annuelle « 21 Under 21 : Music’s Hottest Young Stars » qui est une liste des artistes populaires de moins de 21 ans en tenant compte de leur popularité, créativité ainsi que leur impact des réseaux sociaux, à travers différents genres musicaux incluant la country, le rap et tous les styles de pop, y compris maintenant la K-pop puisque Seventeen est le seul groupe de K-pop à y figurer.

### 2016:Love & Letter, Asia TouretGoing Seventeen
Le premier album complet de Seventeen, Love & Letter est révélé le 25 avril 2016. The album est disponible en deux versions, Love ver. et Letter ver., en similitude à leur mini-album précédent, Boys Be, qui avait donc également deux versions. L'album atteint la première place à l'Oricon Weekly Pop Album Charts au Japon, en plus de son succès au niveau national,. Seventeen reçoit sa première victoire à Show Champion le 4 mai 2016 avec leur titre Pretty U.
Le 4 juillet 2016, Love & Letter est remis en vente en tant que Love & Letter Repackage. La promotion pour la chanson titre Very Nice est suivie par le Seventeen's 1st Asia Tour 2016 Shining Diamonds qui inclut la Corée du Sud, le Japon, Singapour, l'Australie et la Chine.
5 décembre 2016, le groupe révèle leur troisième mini-album intitulé Going Seventeen en trois versions. L'album rejoint le top 4 de l'Hanteo Chart et près de 132 000 albums sont vendus.

### 2017: Concert au Japon,2017 Seventeen Project, Al1,Diamond EdgeetTeen, Age
Seventeen a tenu six concerts au Japon entre le 15 et le 24 février 2017, intitulé 17 Japan Concert: Say The Name #Seventeen. Le concert a attiré un total de 50 000 spectateurs, bien que le groupe n'ait pas encore officiellement débuté au Japon.

Seventeen, 2017

Le 1er avril 2017, Seventeen devient le premier groupe à avoir une seconde saison dans le show "One Fine Day", qu'ils ont filmé durant leur séjour au Japon. Cette seconde saison intitulée One Fine Day in Japan a été créée en collaboration entre le réseau de télévision Sud-Coréen MBC et le réseau de télévision Japonais Music On! TV,.
Le quatrième Mini-album de Seventeen Al1, a été mis en vente le 22 mai 2017 et a été vendu à plus de 190 000 copies la première semaine, le plaçant dans le top dix des albums vendus en une seule semaine. Une série de vidéos intitulées 2017 Seventeen Project et trois M/V intitulés Chapter 0.5 Before AL1 ont été mises en ligne à la suite,,, chaque M/V étant interprété respectivement par l'unité hip-hop, l'unité performance et l'unité vocale.
Le groupe embarque ensuite pour leur premier tour du monde, le 2017 Seventeen 1st World Tour "Diamond Edge", le 14 juillet 2017, durant lequel ils visitent 13 villes d'Asie et d'Amérique du Nord.
En 2017, le groupe fait partie de l'un des trois boy bands de kpop les plus populaires du moment parmi les jeunes ; EBS (EXO - BTS - Seventeen).
Le 6 novembre 2017, Seventeen fait son retour avec un nouvel album complet : Teen, Age, chapitre 3 du 2017 Seventeen Project. Vendu à plus de 215 000 copies dès la première semaine, cela crée un nouveau record pour le groupe.

### 2018:Director's Cut
Début janvier, Pledis informe les fans d'un comeback prévu pour février. Le 25 janvier 2018, la date ainsi que le titre de l'album sont confirmés ; Seventeen fait son retour, avec l'album spécial Director's Cut, le 5 février 2018. Le programme du futur comeback est mis en ligne le même jour. Bien que Director's Cut contienne toutes les pistes du précédent album Teen, Age, il a été promu comme un album spécial plutôt qu'un repackage, en raison de la présence de quatre nouvelles pistes, dont la chanson titre, accompagnée de son M/V, Thanks,. L'album a atteint la première place sur iTunes dans 29 pays. La chanson titre, quant à elle, arrive première dans 14 pays, incluant des pays d'Amérique du Nord, d'Amérique du Sud, d'Europe et d'Asie. Le magazine Time a désigné Seventeen comme l'un des meilleurs groupes de K-pop pendant cette période de promotion.
Seventeen ont officiellement débuté au Japon le 30 mai avec leur premier mini-album japonais We Make You.
Seventeen ont sorti leur cinquième EP, You Make My Day, le 16 juillet. You Make My Day a été leur première sortie à recevoir le statut de Platine. Les promotions de cet album ont eu lieu entre les concerts Ideal Cut à Séoul et les concerts prévus dans d'autres pays d'Asie.

### 2019 – 2020: Un succès qui perdure avecAn Ode,Journey of YouthetSemicolon
Seventeen ont sorti leur sixième EP You Made My Dawn le 21 janvier. Le titre Home est considéré comme leur sortie la plus populaire, ayant remporté dix trophées lors d'émissions musicales hebdomadaires. L'EP a également obtenu deux triples couronnes qui consistent en trois victoires consécutives dans une émission musicale hebdomadaire, et un grand chelem qui consiste à gagner des trophées sur Music Bank, Inkigayo, M Countdown, Show ! Music Core et Show Champion en une seule période de promotion,.
Le 29 mai, Seventeen a sorti son premier single japonais Happy Ending, qui a atteint la première place du classement des singles de l'Oricon Daily et a ensuite reçu le statut de Platine du RIAJ.
Le 5 août, Seventeen a sorti le single numérique Hit, précurseur du troisième album studio du groupe, An Ode, qui est sorti le 16 septembre. An Ode est l'album le plus vendu du groupe, avec plus de 700 000 exemplaires vendus dès la première semaine, et a remporté le premier daesang ou grand prix de l'album de l'année,. Il a également été salué par la critique comme le meilleur album K-pop de l'année par Billboard[réf. souhaitée].
Le 1er avril 2020, Seventeen a sorti son deuxième single japonais "Fallin' Flower", qui s'est vendu à plus de 400 000 exemplaires au cours de la première semaine et a obtenu la première place du classement des 100 meilleurs titres japonais du Billboard.
Le 13 mai, Seventeen ont publié le premier épisode de « Hit The Road », une série documentaire diffusée sur leur chaîne YouTube. Le documentaire a suivi le groupe dans les coulisses de sa tournée « Ode to You ».
Le 11 juin 2020, le groupe dévoile leur chanson My My, extraite de leur septième mini-album Journey of Youth, qui sort le 22 juin.
Le 22 juin, Seventeen sortait son septième EP Heng:garæ qui s'est vendu 1 000 000 d'exemplaires en moins d'une semaine, faisant de Seventeen, un groupe qui a vendu un million d'album officiels et leur octroyant des certifications des charts Hanteo et Gaon. 1ére position sur 27 classements iTunes Top Albums à travers le monde[réf. nécessaire].
Le 7 juillet, Heng:garæ a été no 1 sur le tableau hebdomadaire des albums Oricon. Seventeen est devenu le premier artiste masculin étranger en 12 ans à le faire, battant le record précédent établi par les Backstreet Boys[réf. nécessaire].
Le 9 septembre, Seventeen sort son deuxième EP japonais 24H. Ils étaient le troisième groupe à atteindre n°1 sur l'Oricon Weekly Album Chart avec quatre albums consécutifs, un exploit qui a été réalisé pour la dernière fois en 1977 par le groupe pop rock écossais Bay City Rollers[pertinence contestée]. Le 9 octobre, 24H a obtenu la certification platine de la RIAJ pour avoir vendu plus de 250 000 exemplaires.
Le 19 octobre, Seventeen a sorti son deuxième album spécial Semicolon avec le premier single Home;Run. L'album a fait la une des journaux avant sa sortie après qu'il a été rapporté que plus d'un million d'exemplaires avaient été vendus en précommandes uniquement[réf. nécessaire], le deuxième des albums du groupe à atteindre la barre du million.

## Fan club, Couleurs Officielles et Lightstick
Le 6 octobre 2016, le compte twitter officiel du groupe révèle les couleurs officielles de Seventeen. Il s'agit des couleurs « RoseQuartz » et « Serenity ».
Le 3 février 2017, c'est le staff de Pledis qui révèle cette fois ci le lightstick officiel du groupe, le Carat Bong. Le lightsick est blanc, et l'ampoule est une gemme couleur Rose Quartz, encastrée dans un socle couleur Serenity.
Le 29 juillet 2019 , Pledis révèle le design d'une nouvelle version (encore d'actualité) qui reprend celui de l'ancien mais avec un diamant bleu Serenity pour l'ampoule et des reflets violets, turquoise et rose pour le manche. La nouvelle version comprend également différentes couleurs quand on l'allume, contrairement à l'ancien modèle.

## Membres

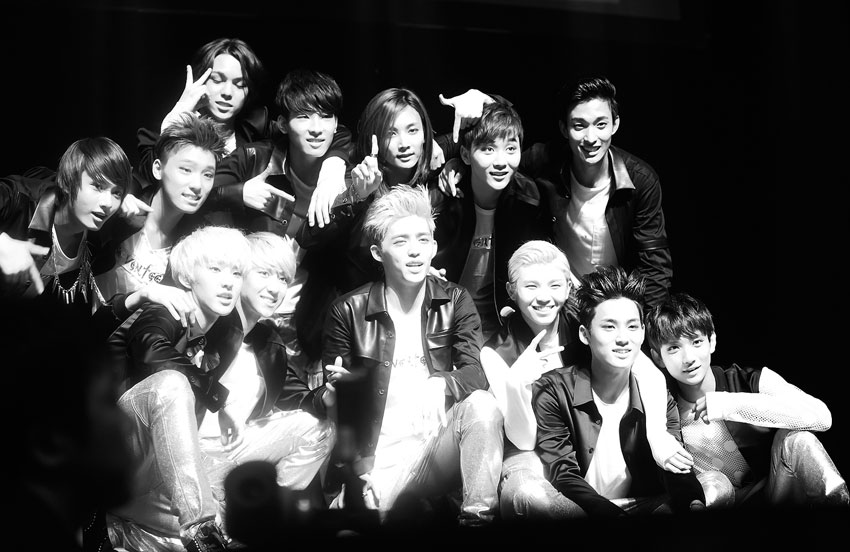
Le groupe est composé de treize membres, répartis en trois unités (Hip-Hop, Vocale, Performance). En haut : Jun, Dino, Vernon, Wonwoo, Jeonghan, Seungkwan, and DK. En bas : Hoshi, The8, S.Coups, Woozi, Mingyu, and Joshua.

| Nom de scène | Nom de scène | Nom de naissance                   | Nom de naissance    | Date de naissance | Nationalité            | Position                                                                                     |
| Romanisé     | Coréen       | Romanisé                           | Coréen/Chinois      | Date de naissance | Nationalité            | Position                                                                                     |
| ------------ | ------------ | ---------------------------------- | ------------------- | ----------------- | ---------------------- | -------------------------------------------------------------------------------------------- |
| S.Coups      | 에스쿱스     | Choi Seung-cheol                   | 최승철              | 8 août 1995       | Sud-coréen             | Leader du groupe, leader de l'unité hip-hop, rappeur, chanteur, danseur, hyung (le plus âgé) |
| Jeonghan     | 정한         | Yoon Jeong-han                     | 윤정한              | 4 octobre 1995    | Sud-coréen             | Chanteur secondaire, danseur, visuel                                                         |
| Joshua       | 조슈아       | Joshua Hong (Hong Ji soo)          | 조슈아홍 (홍지수)   | 30 décembre 1995  | Américano / Sud-coréen | Chanteur, danseur, visuel                                                                    |
| Jun          | 준           | Wen Jun-hui                        | 文俊辉              | 10 juin 1996      | Chinois                | Danseur, chanteur, visuel, co-centre                                                         |
| Hoshi        | 호시         | Kwon Soon-young                    | 권순영              | 15 juin 1996      | Sud-coréen             | Leader de l'unité performance, danseur, chanteur, rappeur, chorégraphe                       |
| Wonwoo       | 원우         | Jeon Won-woo                       | 전원우              | 17 juillet 1996   | Sud-coréen             | Rappeur, chanteur, danseur                                                                   |
| Woozi        | 우지         | Lee Ji-hoon                        | 이지훈              | 22 novembre 1996  | Sud-coréen             | Leader de l'unité vocale, chanteur, danseur, parolier, producteur, compositeur               |
| DK           | 도겸         | Lee Seok-min                       | 이석민              | 18 février 1997   | Sud-coréen             | Chanteur, danseur                                                                            |
| Mingyu       | 민규         | Kim Min-gyu                        | 김민규              | 6 avril 1997      | Sud-coréen             | Rappeur, chanteur, danseur, visuel, co-centre                                                |
| The8         | 디에잇       | Xu Ming-hao                        | 徐明浩              | 7 novembre 1997   | Chinois                | Danseur, chanteur, rappeur                                                                   |
| Seungkwan    | 승관         | Boo Seung-kwan                     | 부승관              | 16 janvier 1998   | Sud-coréen             | Chanteur, danseur                                                                            |
| Vernon (en)  | 버논         | Vernon Han Sol-chwe (Choi Han sol) | 버논한솔취 (최한솔) | 18 février 1998   | Américano / Sud-coréen | Rappeur,chanteur,danseur, visuel                                                             |
| Dino         | 디노         | Lee Chan                           | 이찬                | 11 février 1999   | Sud-coréen             | Danseur, chanteur, rappeur, maknae (le plus jeune)                                           |

### Unité hip-Hop
| Nom de scène | Nom de scène | Nom de naissance    | Nom de naissance | Date de naissance | Nationalité  | Position                                                                                     |
| Romanisé     | Coréen       | Romanisé            | Coréen           | Date de naissance | Nationalité  | Position                                                                                     |
| ------------ | ------------ | ------------------- | ---------------- | ----------------- | ------------ | -------------------------------------------------------------------------------------------- |
| S.Coups      | 에스쿱스     | Choi Seung-cheol    | 최승철           | 8 août 1995       | Sud-coréenne | Leader du groupe, leader de l'unité hip-hop, rappeur, chanteur, danseur, hyung (le plus âgé) |
| Wonwoo       | 원우         | Jeon Won-woo        | 전원우           | 17 juillet 1996   | Sud-coréenne | Rappeur, chanteur, danseur                                                                   |
| Mingyu       | 민규         | Kim Min-gyu         | 김민규           | 6 avril 1997      | Sud-coréenne | Rappeur, chanteur, danseur, visuel, co-centre                                                |
| Vernon       | 버논         | Vernon Han Sol-chwe | 최한솔           | 18 février 1998   | Américaine   | Rappeur,chanteur, danseur,visuel                                                             |

### Unité vocale
| Nom de scène | Nom de scène | Nom de naissance          | Nom de naissance  | Date de naissance | Nationalité  | Position                                                                       |
| Romanisé     | Coréen       | Romanisé                  | Coréen            | Date de naissance | Nationalité  | Position                                                                       |
| ------------ | ------------ | ------------------------- | ----------------- | ----------------- | ------------ | ------------------------------------------------------------------------------ |
| Jeonghan     | 정한         | Yoon Jeong-han            | 윤정한            | 4 octobre 1995    | Sud-coréenne | Chanteur, danseur, visuel                                                      |
| Joshua       | 조슈아       | Joshua Hong (Hong Ji soo) | 조슈아홍 (홍지수) | 30 décembre 1995  | Américaine   | Chanteur, danseur, visuel                                                      |
| Woozi        | 우지         | Lee Ji-hoon               | 이지훈            | 22 novembre 1996  | Sud-coréenne | Leader de l'unité vocale, chanteur, danseur, parolier, producteur, compositeur |
| DK           | 도겸         | Lee Seok-min              | 이석민            | 18 février 1997   | Sud-coréenne | Chanteur, danseur                                                              |
| Seungkwan    | 승관         | Boo Seung-kwan            | 부승관            | 16 janvier 1998   | Sud-coréenne | Chanteur, danseur                                                              |

### Unité performance
| Nom de scène | Nom de scène | Nom de naissance | Nom de naissance | Date de naissance | Nationalité  | Position                                                               |
| Romanisé     | Coréen       | Romanisé         | Coréen/Chinois   | Date de naissance | Nationalité  | Position                                                               |
| ------------ | ------------ | ---------------- | ---------------- | ----------------- | ------------ | ---------------------------------------------------------------------- |
| Jun          | 준           | Wen Jun-hui      | 文俊辉           | 10 juin 1996      | Chinoise     | Danseur, chanteur, visuel, co-centre                                   |
| Hoshi        | 호시         | Kwon Soon-young  | 권순영           | 15 juin 1996      | Sud-coréenne | Leader de l'unité performance, danseur, chanteur, rappeur, chorégraphe |
| The8         | 디에잇       | Xu Ming-hao      | 徐明浩           | 7 novembre 1997   | Chinoise     | Danseur, chanteur, rappeur                                             |
| Dino         | 디노         | Lee Chan         | 이찬             | 11 février 1999   | Sud-coréenne | Danseur, chanteur, rappeur, maknae (le plus jeune)                     |

## Discographie

### Albums studio
- 2016 : Love & Letter
- 2017 : Teen, Age
- 2019 : An Ode
- 2022 : Face the Sun
- 2022 : Sector 17 (réédition)
- 2025 : Happy Burstday

### Mini-albums (EP)
- 2015 : 17 Carat
- 2015 : Boys Be
- 2016 : Going Seventeen
- 2017 : Al1
- 2018 : Director's Cut
- 2018 : You Make My Day
- 2019 : You Made My Dawn
- 2020 : Heng:garæ
- 2020 : ; [Semicolon]
- 2021 : Your Choice
- 2021 : Attacca
- 2023 : FML
- 2023 : Seventeenth Heaven
- 2024 : Spill The Feels

### Compilation
- 2024 : 17 is Right Here

## Filmographie
Télévision
| Année | Network    | Show                                    | Temps de diffusion              | Membre              | Notes          |
| ----- | ---------- | --------------------------------------- | ------------------------------- | ------------------- | -------------- |
| 2014  | MBC        | Hello! Stranger                         | Décembre 2014                   | Vernon              | Épisode 9 à 13 |
| 2015  | MBC Music  | SEVENTEEN PROJECT : Debut Big Plan      | 2 mai 2015 – 23 mai 2015        | Tous                | 6 épisodes     |
| 2015  | Mnet       | Show Me The Money 4                     | Juin 2015                       | Vernon              |                |
| 2015  | SBS        | Running man                             | 8 novembre 2015                 | Tous                | Épisode 272    |
| 2015  |            | Seventeen Where is my friend's island ? |                                 | Tous                | 7 épisodes     |
| 2015  | MBC Every1 | Weekly Idol                             | 28 octobre 2015                 | Tous                | Épisode 222    |
| 2016  | MBC Music  | Seventeen's One Fine Day                | 15 février 2016 – 11 avril 2016 | Tous                | 9 épisodes     |
| 2016  | KBS        | Hello Counselor                         | 12 décembre 2016                | Jeonghan, Seungkwan | Épisode 302    |
| 2016  | MBC Every1 | Star Show 360                           | 17 octobre 2016 24 octobre 2016 | Tous                | Épisode 5 et 6 |
| 2017  | MBC Music  | Seventeen's One Fine Day 2              | 31 mars 2017 - 19 mai 2017      | Tous                | 8 épisodes     |
| 2017  | KBS        | Immortal Song: Singing the Legend       | 11 février 2017                 | Tous                | Épisode 290    |
| 2017  | MBC Every1 | Weekly Idol                             | 21 juin 2017                    | Tous                | Épisode 308    |
| 2017  | KBS        | Immortal Song: Singing the Legend       | 1er juillet 2017                | Tous excepté Mingyu | Épisode 353    |
| 2018  | KBS        | Battle Trip                             | 3 février 2018                  | Seungkwan et Mingyu | -              |
| 2018  | MBC Every1 | Weekly Idol                             | 14 février 2018                 | Tous                | Épisode 342    |
| 2022  |            | Seventeen Power of Love: The Movie      | 21 avril 2022                   | Tous                | -              |

### Séries TV
| Temps de diffusion | Titre                  | Membre | Rôle          | Notes       |
| ------------------ | ---------------------- | ------ | ------------- | ----------- |
| Juillet 2015       | 男神执事团 Intouchable | Jun    | Petit Dracula | Épisode 2-5 |

### Films
- 2007 : The Pye Dog[55] : Jun dans le rôle de Lam Chi Wang
- 2010 : The Legend Is Born: Ip Man[56] : Jun dans le rôle de Ip Man jeune
- 2013 : 我的母亲 My Mother[57] : Jun dans le rôle de Lin Yilong

## Concerts et tournées
- 2015 : Like Seventeen Boys Wish
- 2016 : Like Seventeen Boys Wish Encore Concert
- 2016 : Like Seventeen "Shining Diamond" Concert
- 2016 : Seventeen 1st Concert In Japan
- 2016 : Seventeen 1st Asia Pacific Tour "Shining Diamonds"
- 2017 : Seventeen 1st World Tour Diamond Edge
- 2018 : Seventeen 2018 Japan Arena Tour "SVT"
- 2018 : Seventeen Concert 'Ideal Cut'
- 2019 : Seventeen 2019 Japan Tour "Haru"
- 2019 - 2020 : 	Seventeen World Tour "Ode to You"
- 2023 : Seventeen Follow Tour

## Récompenses et nominations

### Asia Artist Awards
| Année | Catégorie                        | Travail nommé | Résultat   |
| ----- | -------------------------------- | ------------- | ---------- |
| 2016  | Popularity Award – Music         | Seventeen     | Nomination |
| 2016  | Best Star Award – Music          | Seventeen     | Lauréat    |
| 2017  | Popularity Award – Music         | Seventeen     | Nomination |
| 2017  | Best Star Award – Music          | Seventeen     | Lauréat    |
| 2018  | Artist of the Year – Music       | Seventeen     | Lauréat    |
| 2018  | Best Star Award – Music          | Seventeen     | Lauréat    |
| 2019  | Best Social Artist Award – Music | Seventeen     | Lauréat    |
| 2019  | Best Icon Award – Music          | Seventeen     | Lauréat    |
| 2019  | Album of the Year                | An Ode        | Lauréat    |

### Gaon Chart K-Pop Awards
| Année | Catégorie                       | Travail nommé    | Résultat   |
| ----- | ------------------------------- | ---------------- | ---------- |
| 2016  | World Rookie Award              | Seventeen        | Lauréat    |
| 2016  | New Artist of the Year          | Seventeen        | Nomination |
| 2016  | Album of the Year – 3rd Quarter | Boys Be          | Nomination |
| 2017  | Hot Performance Artist          | Seventeen        | Lauréat    |
| 2017  | Album of the Year – 4th Quarter | Going Seventeen  | Nomination |
| 2018  | Album of the Year – 2nd Quarter | A/1              | Lauréat    |
| 2018  | Album of the Year – 4th Quarter | Teen, Age        | Nomination |
| 2019  | Album of the Year – 1st Quarter | Director’s Cut   | Nomination |
| 2019  | Album of the Year – 3rd Quarter | You Make My Day  | Nomination |
| 2019  | Song of the Year – February     | "Thanks"         | Nomination |
| 2019  | Hot Performance Artist          | Seventeen        | Lauréat    |
| 2019  | World Hallyu Star               | Seventeen        | Lauréat    |
| 2020  | Album of the Year – 1st Quarter | You Made My Dawn | Lauréat    |
| 2020  | Album of the Year – 3rd Quarter | An Ode           | Lauréat    |

### Genie Music Awards
| Année | Catégorie                    | Travail nommé | Résultat   |
| ----- | ---------------------------- | ------------- | ---------- |
| 2018  | Artist of the Year           | Seventeen     | Nomination |
| 2018  | Male Group Award             | Seventeen     | Nomination |
| 2018  | Genie Music Popularity Award | Seventeen     | Nomination |
| 2018  | Song of the Year             | "Oh My!"      | Nomination |
| 2018  | Dance Track (Male)           | "Oh My!"      | Nomination |
| 2019  | The Top Artist               | Seventeen     | Nomination |
| 2019  | The Male Group               | Seventeen     | Nomination |
| 2019  | The Performing Artist – Male | Seventeen     | Nomination |
| 2019  | Genie Music Popularity Award | Seventeen     | Nomination |
| 2019  | Global Popularity Award      | Seventeen     | Nomination |

### Golden Disc Awards
| Année | Catégorie                       | Travail nommé   | Résultat   |
| ----- | ------------------------------- | --------------- | ---------- |
| 2016  | Disk Bonsang                    | Boys Be         | Nomination |
| 2016  | Rookie of the Year              | Seventeen       | Lauréat    |
| 2016  | Popularity Award (Korea)        | Seventeen       | Nomination |
| 2016  | Global Popularity Award         | Seventeen       | Nomination |
| 2017  | Disc Daesang                    | Love & Letter   | Nomination |
| 2017  | Disc Bonsang                    | Love & Letter   | Lauréat    |
| 2017  | Popularity Award                | Seventeen       | Nomination |
| 2018  | Disc Daesang                    | Teen, Age       | Nomination |
| 2018  | Disc Bonsang                    | Teen, Age       | Lauréat    |
| 2018  | Global Popularity Award         | Seventeen       | Nomination |
| 2019  | Disc Daesang                    | You Make My Day | Nomination |
| 2019  | Disc Bonsang                    | You Make My Day | Lauréat    |
| 2019  | Popularity Award                | Seventeen       | Nomination |
| 2019  | NetEase Most Popular K-pop Star | Seventeen       | Nomination |
| 2020  | Disc Daesang                    | An Ode          | Nomination |
| 2020  | Disc Bonsang                    | An Ode          | Lauréat    |
| 2020  | Most Popular Artist             | Seventeen       | Nomination |

### Korea Popular Music Awards
| Année | Catégorie              | Travail nommé | Résultat   |
| ----- | ---------------------- | ------------- | ---------- |
| 2018  | Best Digital Song      | "Oh My!"      | Nomination |
| 2018  | Best Group Dance Track | "Oh My!"      | Nomination |
| 2018  | Best Artist            | Seventeen     | Nomination |
| 2018  | Popularity Award       | Seventeen     | Nomination |

### Mnet Asian Music Awards
| Année | Catégorie                           | Travail nommé      | Résultat   |
| ----- | ----------------------------------- | ------------------ | ---------- |
| 2015  | Best New Artist                     | Seventeen          | Nomination |
| 2015  | Artist of the Year                  | Seventeen          | Nomination |
| 2016  | Album of the Year                   | Love & Letter      | Nomination |
| 2016  | Best Asian Style                    | Seventeen          | Nomination |
| 2016  | World Performer Award               | Seventeen          | Lauréat    |
| 2016  | Song of the Year                    | "Pretty U"         | Nomination |
| 2016  | Best Dance Performance – Male Group | "Pretty U"         | Nomination |
| 2017  | Worldwide Favorite Artist           | Seventeen          | Lauréat    |
| 2017  | 2017 Favorite KPOP Star             | Seventeen          | Nomination |
| 2017  | Best Male Group                     | Seventeen          | Nomination |
| 2017  | Best Music Video                    | "Don't Wanna Cry"  | Nomination |
| 2017  | Best Dance Performance – Male Group | "Don't Wanna Cry"  | Lauréat    |
| 2017  | Song of the Year                    | "Don't Wanna Cry"  | Nomination |
| 2017  | Artist of the Year                  | Seventeen          | Nomination |
| 2017  | Album of the Year                   | A/1                | Nomination |
| 2018  | Best Male Group                     | Seventeen          | Nomination |
| 2018  | Artist of the Year                  | Seventeen          | Nomination |
| 2018  | Worldwide Icon of the Year          | Seventeen          | Nomination |
| 2018  | Worldwide Fans' Choice Top 10       | Seventeen          | Lauréat    |
| 2018  | Best Dance Performance – Male Group | "Oh My!"           | Lauréat    |
| 2018  | Mwave Global Fans' Choice           | "Oh My!"           | Nomination |
| 2018  | Song of the Year                    | "Oh My!"           | Nomination |
| 2018  | Song of the Year                    | "Just Do It" (BSS) | Nomination |
| 2018  | Best OST                            | "A-Teen"           | Lauréat    |
| 2018  | Best Unit                           | BSS                | Nomination |
| 2018  | Album of the Year                   | You Make My Day    | Nomination |
| 2019  | Best Male Group                     | Seventeen          | Nomination |
| 2019  | Breakthrough Achievement            | Seventeen          | Lauréat    |
| 2019  | Artist of the Year                  | Seventeen          | Nomination |
| 2019  | Worldwide Icon of the Year          | Seventeen          | Nomination |
| 2019  | Worldwide Fans' Choice Top 10       | Seventeen          | Lauréat    |
| 2019  | Best Dance Performance – Male Group | "Fear"             | Nomination |
| 2019  | Album of the Year                   | An Ode             | Nomination |
| 2019  | Song of the Year                    | "Fear"             | Nomination |

### MelOn Music Awards
| Année | Catégorie               | Travail nommé                                | Résultat   |
| ----- | ----------------------- | -------------------------------------------- | ---------- |
| 2015  | Best New Artist         | Seventeen                                    | Nomination |
| 2016  | Best Dance - Male       | Pretty U                                     | Nomination |
| 2016  | MBC Music Star Award    | Seventeen                                    | Lauréat    |
| 2017  | Top 10 Artists          | Seventeen                                    | Nomination |
| 2017  | Stage of the Year       | 2017 Seventeen 1st World Tour : Diamond Edge | Nomination |
| 2017  | Hot Trend Award         | Woozi (Downpour)                             | Nomination |
| 2018  | Top 10 Artists          | Seventeen                                    | Nomination |
| 2018  | Best Dance Track - Male | Thanks                                       | Nomination |
| 2019  | Top 10 Artists          | Seventeen                                    | Nomination |
| 2019  | Stage of the Year       | Seventeen                                    | Lauréat    |

### Seoul Music Awards
| Année | Catégorie                                | Travail nommé | Résultat   |
| ----- | ---------------------------------------- | ------------- | ---------- |
| 2016  | Bonsang Award                            | Seventeen     | Nomination |
| 2016  | Hallyu Special Award                     | Seventeen     | Nomination |
| 2016  | New Artist Award                         | Seventeen     | Lauréat    |
| 2016  | Popularity Award                         | Seventeen     | Nomination |
| 2017  | Daesang Award                            | Seventeen     | Nomination |
| 2017  | Bonsang Award                            | Seventeen     | Lauréat    |
| 2017  | Bonsang Award                            | Seventeen     | Nomination |
| 2017  | Hallyu Special Award                     | Seventeen     | Nomination |
| 2018  | Daesang Award                            | Seventeen     | Nomination |
| 2018  | Bonsang Award                            | Seventeen     | Lauréat    |
| 2018  | Bonsang Award                            | Seventeen     | Nomination |
| 2018  | Hallyu Special Award                     | Seventeen     | Nomination |
| 2019  | Daesang Award                            | Seventeen     | Nomination |
| 2019  | Bonsang Award                            | Seventeen     | Lauréat    |
| 2020  | Bonsang Award                            | Seventeen     | Nomination |
| 2020  | Hallyu Special Award                     | Seventeen     | Nomination |
| 2020  | Popularity Award                         | Seventeen     | Nomination |
| 2020  | QQ Music Most Popular K-Pop Artist Award | Seventeen     | Nomination |

### Soribada Best K-Music Awards
| Année | Catégorie               | Travail nommé | Résultat   |
| ----- | ----------------------- | ------------- | ---------- |
| 2018  | Bonsang Award           | Seventeen     | Nomination |
| 2018  | Popularity Award (Male) | Seventeen     | Nomination |
| 2018  | Global Fandom Award     | Seventeen     | Nomination |
| 2019  | Bonsang Award           | Seventeen     | Nomination |
| 2019  | Popularity Award (Male) | Seventeen     | Nomination |

### Japan Gold Disc Awards
| Année | Catégorie                     | Travail nommé | Résultat   |
| ----- | ----------------------------- | ------------- | ---------- |
| 2019  | New Artist of The Year (Asia) | Seventeen     | Nomination |
| 2019  | Best 3 New Artists (Asia)     | Seventeen     | Nomination |

### MTV Europe Music Awards
| Année | Catégorie       | Travail nommé | Résultat   |
| ----- | --------------- | ------------- | ---------- |
| 2017  | Best Korean Act | Seventeen     | Nomination |

### Teen Choice Awards
| Année | Catégorie                   | Travail nommé | Résultat   |
| ----- | --------------------------- | ------------- | ---------- |
| 2017  | Choice International Artist | Seventeen     | Nomination |

### Autres
| Année | Titre                      | Catégorie                          | Travail nommé | Résultat   |
| ----- | -------------------------- | ---------------------------------- | ------------- | ---------- |
| 2015  | SBS PopAsia Awards         | Best Rookie Group                  | Seventeen     | Lauréat    |
| 2015  | Hello Asia K-Pop Awards    | Best Newcomer                      | Seventeen     | Lauréat    |
| 2015  | MBC Show Champion Awards   | Most Appearances                   | Seventeen     | Lauréat    |
| 2015  | Soompi Awards              | Rookie Of The Year                 | Seventeen     | Lauréat    |
| 2015  | 7th Philippine Kpop Awards | Rookie Award                       | Seventeen     | Lauréat    |
| 2015  | KMC Radio Awards,          | Rookie Of The Year                 | Seventeen     | Nomination |
| 2015  | KMC Radio Awards,          | Best Choreography                  | "Mansae"      | Nomination |
| 2016  | Asia Model Festival Awards | Popular Singer Award               | Seventeen     | Lauréat    |
| 2017  | Korea Cable TV Awards      | Performance Award                  | Seventeen     | Lauréat    |
| 2017  | V Live Awards              | Global Artist Top 10               | Seventeen     | Lauréat    |
| 2017  | CJ E&M America Awards      | Best Kcon Special Stage            | Seventeen     | Lauréat    |
| 2018  | V Live Awards              | Global Artist Top 10               | Seventeen     | Lauréat    |
| 2019  | V Live Awards              | Artist Top 10                      | Seventeen     | Lauréat    |
| 2019  | V Live Awards              | Global Artist Top 12               | Seventeen     | Lauréat    |
| 2019  | V Live Awards              | Best Channel – 3 million followers | Seventeen     | Nomination |
| 2019  | V Live Awards              | The Most Loved Artist              | Seventeen     | Nomination |
| 2019  | Asia Music Festival        | Album of the Year                  | An Ode        | Lauréat    |
| 2019  | Asia Music Festival        | Asia's Group of the Year           | Seventeen     | Lauréat    |
| 2021  | Billboard Music Awards     | Top Social Artist                  | Seventeen     | Nomination |

### Programmes de classement musicaux

#### Show Champion
| Année | Date   | Chanson     |
| ----- | ------ | ----------- |
| 2016  | 4 mai  | "Pretty U", |
| 2016  | 11 mai | "Pretty U", |